# 秩禄
| ウィキペディアには「秩禄」という見出しの百科事典記事はありません（タイトルに「秩禄」を含むページの一覧/「秩禄」で始まるページの一覧）。 代わりにウィクショナリーのページ「秩禄」が役に立つかもしれません。 |